# Гафельберг
Гафельберг (нім. Havelberg) — місто в Німеччині, розташоване в землі Саксонія-Ангальт. Входить до складу району Штендаль. Поділяється на 14 міських районів.
Площа — 149,13 км2. Населення становить 6397 ос. (станом на 31 грудня 2021).
Історичні слов'янські назви міста: Хоболі́н, Гаволін.

## Історія
Хоболін був містом хоболян i нелетичів, розташованим над Гаволою, поблизу її злиття з Лабою.
У 948 р. імператор Оттон I Великий встановив німецьку владу на тих землях і створив єпископство в Хоболіні та Браніборі. Після його смерті в 982 р. вибухнуло велике слов'янське повстання у 983 р., місто піддали руйнуванню. Тоді німці втратили значну частину окупованих слов'янських земель і були змушені відступити на захід від р. Лаби. Повстанці здобули це місто і вигнали німецького католицького єпископа.
У 1134 р. після хрестового походу на слов'ян, відвойовані німцями землі отримав Альбрехт Ведмідь від свого імператора Лотара II.

## Галерея

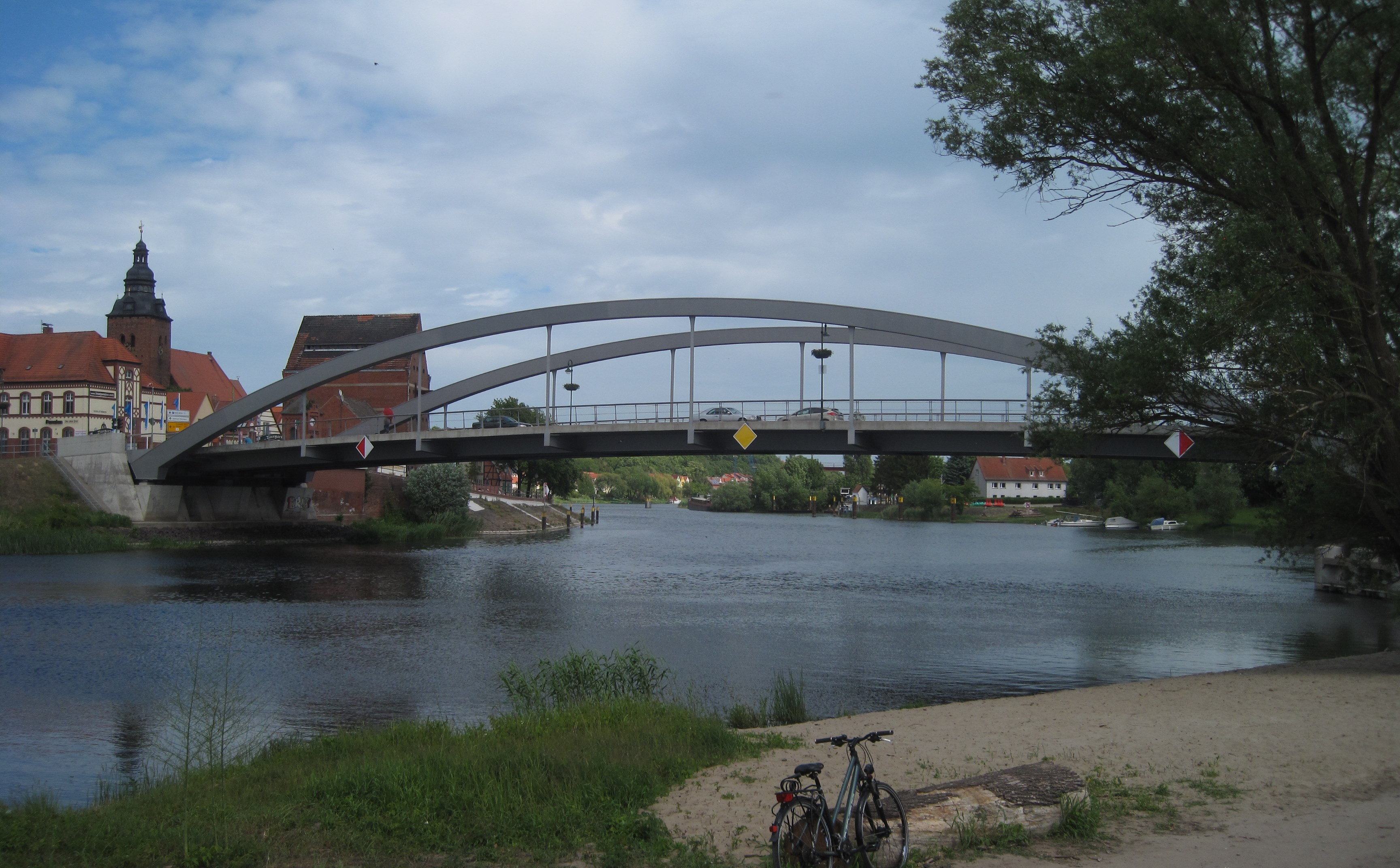
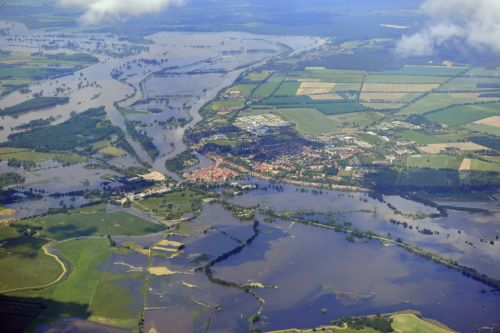
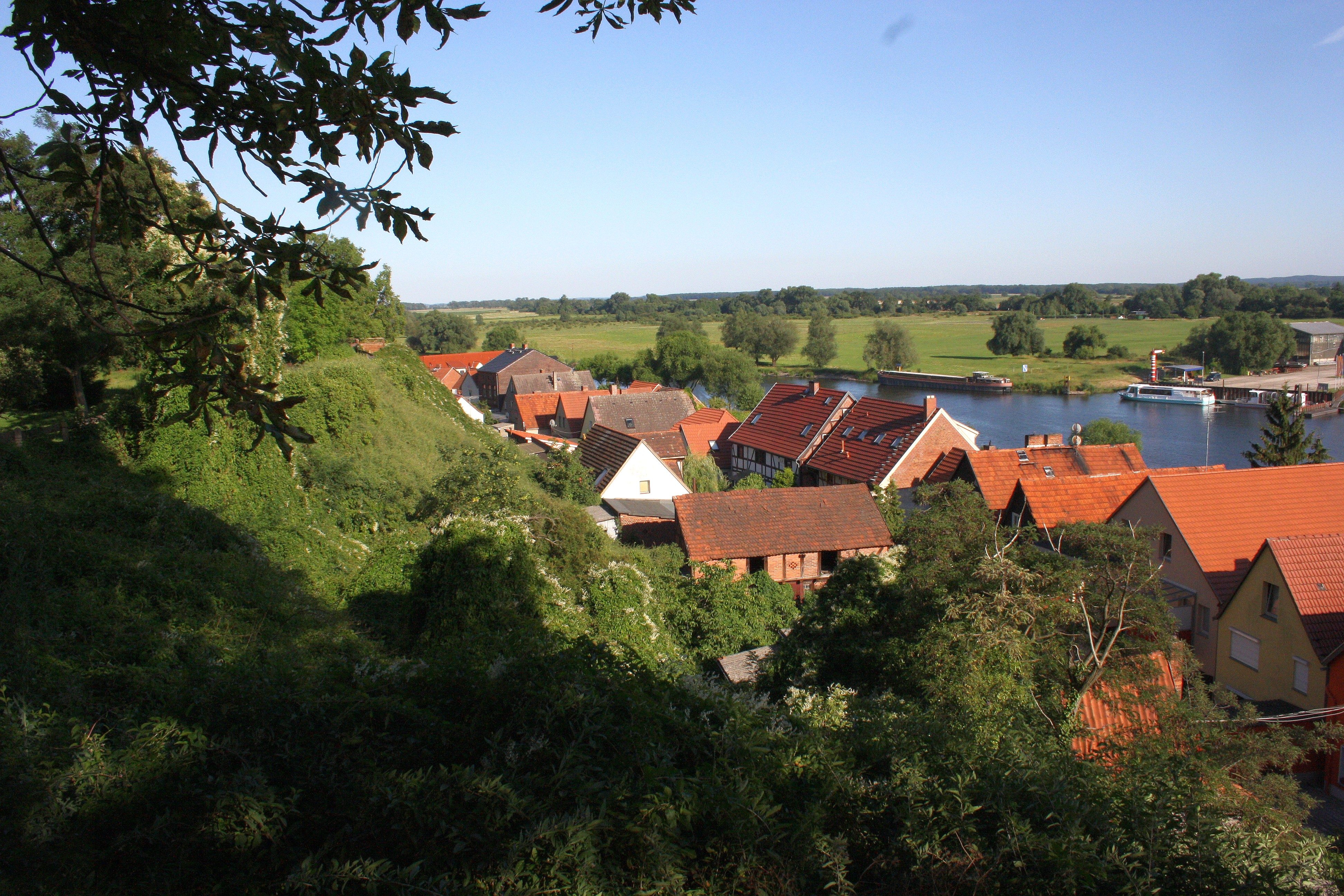
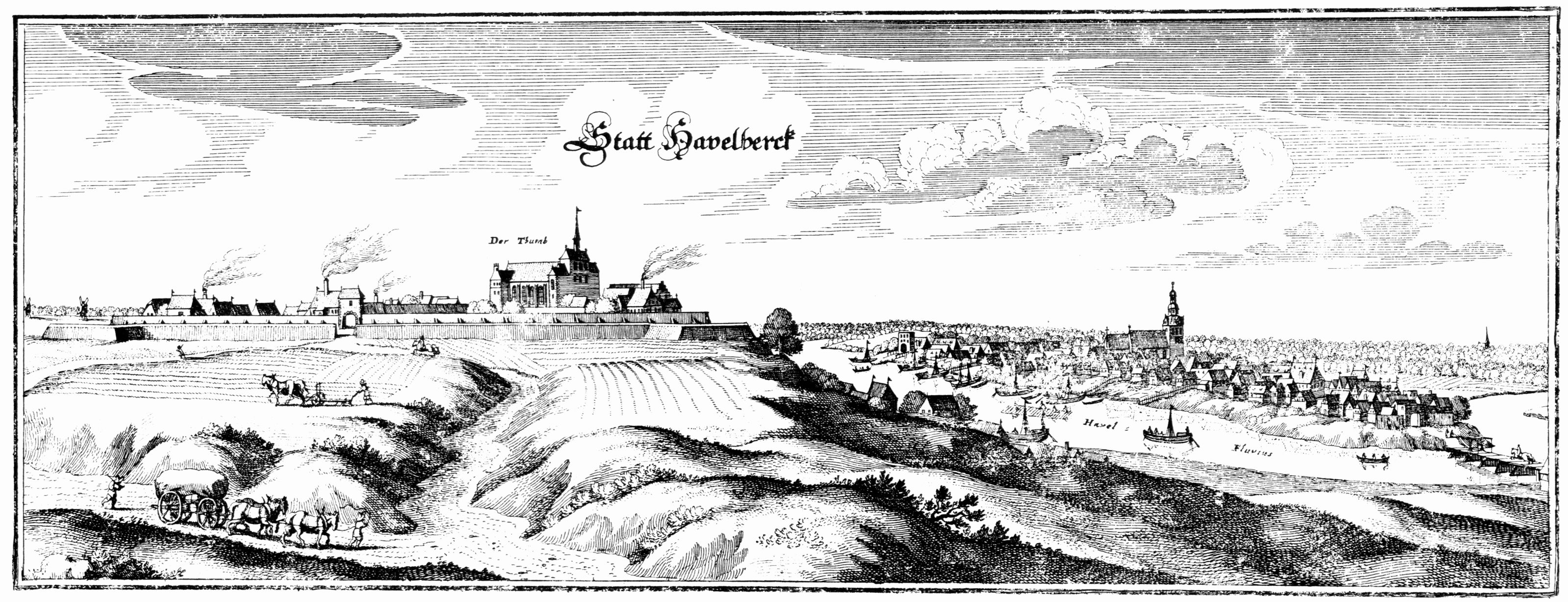
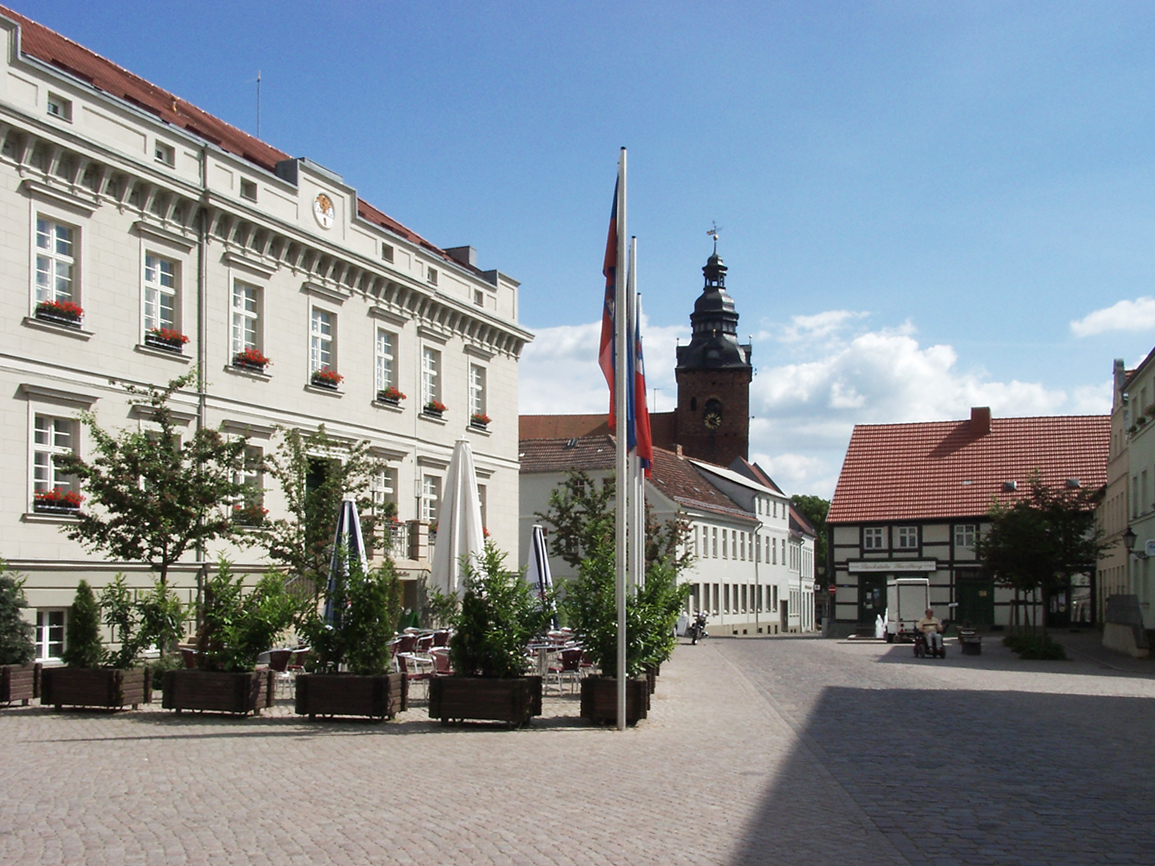